# Karol Mondek
Karol Mondek (Martin, 2 juni 1991) is een Slowaaks voetballer die als middenvelder speelt.
Mondek speelde in de jeugd voor TJ Družstevník Blatnica, MŠK Fomat Martin en AS Trenčín. Sinds 2010 speelt hij in het eerste team van AS Trenčín. In februari 2012 werd hij tot het einde van het seizoen 2011/12 verhuurd aan AGOVV Apeldoorn waar Trenčín mee samenwerkte. Van 2015 tot 2017 speelde Mondek voor Baník Ostrava. Hierna ging hij naar Raków Częstochowa in Polen. Van 2019 tot 2021 speelde hij voor het Tsjechische SFC Opava. Medio 2021 ging hij naar FC ViOn Zlaté Moravce

## Statistieken
| Seizoen | Club            | Land      | Competitie                  | Wed. | Goals |
| ------- | --------------- | --------- | --------------------------- | ---- | ----- |
| 2010/11 | AS Trenčín      | Slowakije | 1. slovenská futbalová liga | 15   | 0     |
| 2011/12 | AS Trenčín      | Slowakije | Corgoň Liga                 | 6    | 0     |
|         | AGOVV Apeldoorn | Nederland | Eerste divisie              | 14   | 0     |
| 2012/13 | AS Trenčín      | Slowakije | Corgoň Liga                 |      |       |
| Totaal  | Totaal          | Totaal    | Totaal                      | 35   | 0     |